# نقماریه
نقماریه (به عربی: نقمارية) یک شهرداری در الجزایر است که در ناحیه عشعاشه واقع شده‌است. نقماریه ۴۷ کیلومتر مربع مساحت و ۱۰٬۴۴۶ نفر جمعیت دارد.